# SMS Radetzky (1909)
SMS Radetzky – austro-węgierski pancernik – przeddrednot typu Radetzky. Został nazwany na cześć XIX-wiecznego austriackiego feldmarszałka Josepha Radetzky’ego. „Radetzky” razem ze swoimi siostrzanymi okrętami, „Erzherzogiem Franzem Ferdinandem” i „Zrínyi”, były ostatnimi austro-węgierskimi przeddrednotami, a ich następcami były o wiele mocniejsze drednoty typu Tegetthoff.
SMS „Radetzky” został zbudowany w stoczni Stabilimento Tecnico Triestino w Trieście i wprowadzony do służby 15 stycznia 1911 roku. Przed wybuchem I wojny światowej okręt brał udział w rejsach treningowych po Morzu Śródziemnym. W czasie wojny „Radetzky”, jak i pozostałe okręty austro-węgierskiej floty, operowały według strategii „floty w trwaniu” (ang. fleet in being). Działając w ten sposób, okręty związały znaczne siły morskie Ententy. „Radetzky” wziął udział w kilku operacjach ofensywnych, przede wszystkim w ostrzałach wybrzeża Adriatyku przeciwko francuskim, czarnogórskim i włoskim celom.
Pod koniec 1918 roku, kiedy Austro-Węgry chyliły się ku upadkowi, „Radetzky” miał zostać przekazany Państwu Słoweńców, Chorwatów i Serbów. 10 listopada 1918 roku, sześć dni po austriackim rozejmie, jugosłowiańscy oficerowie wyprowadzili okręt z Puli i poddali się amerykańskiej eskadrze ścigaczy okrętów podwodnych. Zgodnie z Traktatem z Saint-Germain-en-Laye, przekazanie okrętu Stanom Zjednoczonym nie zostało uznane i zamiast tego oddano go Włochom, gdzie ostatecznie został zezłomowany.

## Geneza typu
Prace projektowe nad nowym typem pancerników rozpoczęły się około dwa tygodnie po wprowadzeniu do służby okrętu SMS „Erzherzog Friedrich”, przeddrednota typu Erzherzog Karl, co miało miejsce 30 kwietnia 1904 roku. Pod koniec lipca 1905 roku dowódca austriackiej marynarki, admirał Rudolf Montecuccoli, przedstawił swoją wizję rozbudowanej austro-węgierskiej floty. Flota miała się składać z 12 pancerników, 4 krążowników pancernych, 8 krążowników rozpoznawczych, 18 niszczycieli, 36 dużych kutrów torpedowych i 6 okrętów podwodnych. Między 25 a 29 września 1905 roku sekcja projektowa floty przygotowała pięć projektów nowego typu pancernika. Główny projektant, Siegfried Popper, poparł koncepcję budowy drednota, jednak ostatecznie ustąpił, przyznając, że jego budowa wymagałaby budowy nowego pływającego suchego doku, co znacznie zwiększyłoby koszty projektu. Komisja projektowa wybrała piąty projekt, który po dokonanych poprawkach zakładał przeddrednot uzbrojony w cztery działa kal. 305 mm w dwóch podwójnych wieżach i osiem dział kal. 240 mm w czterech podwójnych wieżach na burtach. W ten sposób powstał ostatni typ przeddrednotów Austro-Węgierskiej Marynarki Wojennej – typ Radetzky.

## Konstrukcja
SMS „Radetzky” został zbudowany w Stabilimento Tecnico Triestino w Trieście. Stępkę pod okręt położono 26 listopada 1907 roku, a zwodowano go 3 lipca 1909 roku. „Radetkzy” był drugim ukończonym pancernikiem typu Radetzky i został wprowadzony do służby w Austro-Węgierskiej Marynarce Wojennej 15 stycznia 1911 roku.

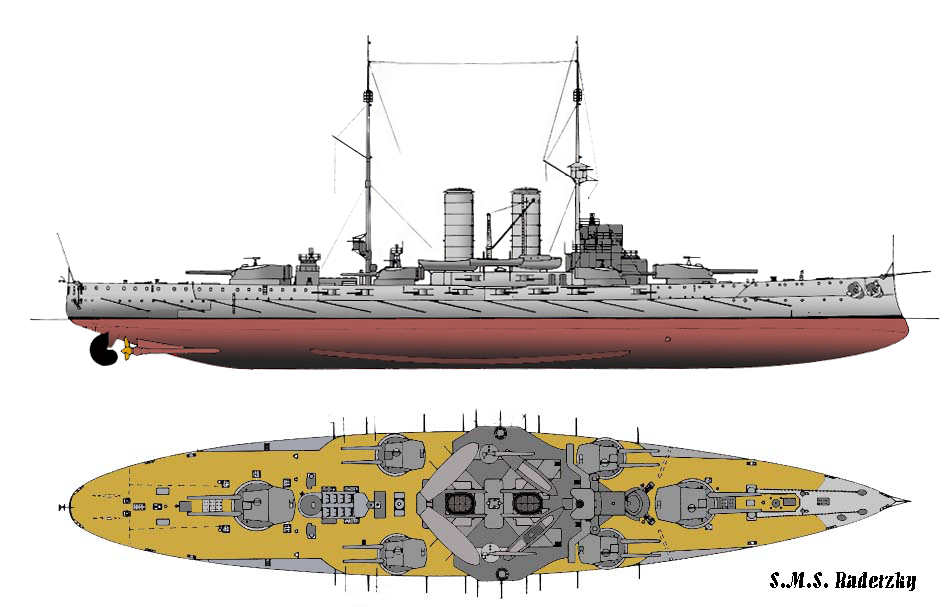
Rzut z lewej burty i plan pokładu pancernika typu Radetzky

SMS „Radetzky” miał 137,5 m długości na linii wody oraz 138,8 m długości całkowitej. Miał 24,6 m szerokości i 8,1 m zanurzenia. Wyporność standardowa wynosiła 14 741 ton, a maksymalna 16 099 ton. Załoga składała się z 30 oficerów i 860 marynarzy. Tak samo jak reszta pancerników tego typu, „Radetzky” był mniejszy i gorzej uzbrojony od pancerników w innych flotach w tym samym czasie. Pomimo tego, był on jednym z pierwszych austro-węgierskich prawdziwych pełnomorskich okrętów wojennych. Napęd stanowiły dwie czterocylindrowe maszyny parowe potrójnego rozprężania o mocy 19 800 KM, co pozwalało osiągać prędkość 20,5 węzła. Maksymalny zasięg okrętu wynosił 4000 Mm przy prędkości 10 węzłów.
Uzbrojenie główne okrętu składało się z czterech dział kal. 305 mm L/45 w dwóch podwójnych wieżach. Szybkostrzelność wynosiła 3 pociski w pierwszej minucie ostrzału i od jednego do dwóch pocisków w każdej następnej minucie. Maksymalny kąt podniesienia dział sięgał od -4° do +20°. 138-kilogramowy ładunek prochu nadawał 450-kilogramowym pociskom przeciwpancernym prędkość 800 m/s, co przy maksymalnym podniesieniu lufy dawało zasięg ok. 20 000 m . Okręt miał ponadto silne uzbrojenie drugiego głównego kalibru, składające się z ośmiu dział Škoda kal. 240 mm L/45 w czterech podwójnych wieżach. Działa kal. 240 mm miały o około połowę mniejszą penetrację niż działa kal. 305 mm i o około 25% mniejszy zasięg. Artylerię średniego kalibru stanowiło 20 pojedynczych dział Škoda kal. 100 mm L/50. „Radetzky” uzbrojony był również w kilka dział mniejszego kalibru, w tym sześć dział Škoda kal. 66 mm L/45, dwa działa desantowe kal. 66 mm, cztery szybkostrzelne działa Škoda kal. 47 mm L/44 i jedno szybkostrzelne działo Škoda kal. 47 mm L/33. Okręt posiadał też trzy podwodne wyrzutnie torpedowe kal. 450 mm, dwie na dziobie i jedną na rufie.

## Służba

### Czas pokoju
Po wejściu do służby 15 stycznia 1911 roku, pancernik został przypisany do I Dywizjonu Pancerników (kadm. Anton Haus) w I Eskadrze Bojowej pod dowództwem kadm. Aloisa von Kunstiego. 28 lutego „Radetzky”, razem z pancernikiem „Erzherzog Franz Ferdinand” i służącym w marynarce już przeszło trzy lata „Erzherzogiem Ferdinandem Maxem”, wypłynął z Teodo na rejs po Morzu Śródziemnym do portów greckich i tureckich. Między 3 marca a 26 kwietnia odwiedzono Argostoli na Kefalonii, Wolos, Saloniki, Kawalę, Izmir, Zante oraz Korfu. 29 kwietnia wszystkie trzy okręty były już z powrotem w Teodo.
Jednym z pierwszych zadań pancernika był udział w międzynarodowym pokazie floty w Spithead z okazji koronacji Jerzego V. Rankiem 5 czerwca 1911 okręt wyszedł z bazy w Puli. 9 czerwca zawinął do Algieru, skąd wyszedł trzy dni później, a 19 czerwca przybył do Spithead. U wejścia do Portsmouth przebywał do 28 czerwca. W międzyczasie, 22 czerwca, dowódca okrętu kmdr Paul Fiedler udał się do Londynu na uroczystości koronacyjne. 24 czerwca wziął on udział w wielkiej paradzie koronacyjnej, a na jego pokładzie znajdowali się przedstawiciele kolonii austriackiej w Wielkiej Brytanii. „Radetzky” pozdrowił 21 wystrzałami oraz pięciokrotnym marynarskim „hurra” jacht królewski „Victoria and Albert”. Następnie dowódca pancernika odbył po niemiecku rozmowę z brytyjskim monarchą na pokładzie jachtu. Z okazji święta okręty były oświetlone. Girlandy żarówek ciągnęły się wzdłuż burt okrętu, a nad pomostem dowodzenia ułożono z nich na drewnianej ramie umocowanej przy fokmaszcie litery nazwy pancernika. „Radetzky” był pomalowany na nietypowy dla okrętów oliwkowozielony kolor, przez co sprawiał wrażenie większego niż w rzeczywistości. Brytyjczycy byli pod wrażeniem dobrej sterowności okrętu. 28 czerwca, po odejściu floty brytyjskiej, „Radetzky” opuścił redę w Spithead. Rankiem następnego dnia okręt zawinął do Plymouth, a wieczorem do leżącego w głębi Devonportu, na akwen zwany Hamoaze. 2 lipca rano pancernik wypłynął z Devonport i 12 lipca powrócił do Teodo.
7 listopada 1911 roku, na „Radetzkim” pobito rekord szybkości bunkrowania węgla – 440 ton/godz., później ten wynik został jeszcze kilkakrotnie poprawiony. Na przełomie lat 1911/1912 zdemontowano stanowisko kompasu, znajdujące się za drugim kominem, a sam kompas przeniesiono w inne miejsce.
W 1912 roku „Radetzky” razem ze swoimi siostrzanymi okrętami odbył rejs treningowy po wschodnim Morzu Śródziemnym. 26 marca cała trójka wraz z niszczycielem „Streiter” wyruszyła z Puli w rejs na wody greckie. Zatrzymano się wtedy w austro-węgierskiej Fasanie, a następnie w greckich portach nad Morzem Jońskim i zatokami Patraską i Koryncką: Patras (tam dołączył do nich na resztę podróży krążownik pancerny „Kaiserin und Königin Maria Theresia”), Korynt, Porto Itea, ponownie w Patras, Navarino, Zante oraz Argostoli na Kefalonii. Do Teodo powrócono 28 kwietnia.
4 listopada trzy pancerniki typu Radetzky, razem z krążownikiem lekkim „Admiral Spaun”, krążownikiem pancernopokładowym „Aspern” oraz niszczycielami „Uskoke” i „Wildfang” wyruszyły na rejs szkoleniowy na wody Lewantu, a przy okazji odwiedziły ogarnięty wojną rejon Morza Śródziemnego. 8 listopada okręty rozdzieliły się. „Radetzky”, „Erzherzog Franz Ferdinand” i niszczyciele udały się do Izmiru, gdzie pozostały do 24 listopada. 28 listopada „Radetzky” i „Zrínyi” zawinęły do portu w Fasanie, w pobliżu Puli, a następnie powróciły do Puli. W czasie jednego z rejsów na „Radetzkim” zaczęły się tlić puste worki po węglu, zmagazynowane za jednym z kotłów, przez co znacznie wzrosła temperatura w znajdującej się w pobliżu komorze amunicyjnej. Zostały naruszone wtedy zasady bezpieczeństwa – puste worki po węglu nie miały prawa być składowane w kotłowniach. W wyniku szybkiego rozwoju pożaru, zdecydowano się zalać komorę.

### Działania podczas wojen bałkańskich
W 1913 roku okręty, pod dowództwem wiceadmirała Maximiliana Njegovana, wzięły udział w międzynarodowym proteście na Morzu Jońskim, przeciwko wojnom bałkańskim. Inne kraje reprezentowały m.in. brytyjski przeddrednot HMS „King Edward VII”, włoski przeddrednot „Ammiraglio di Saint Bon”, francuski krążownik pancerny „Edgar Quinet” i niemiecki krążownik lekki SMS „Breslau”. Najważniejszą akcją mieszanej floty, pod dowództwem brytyjskiego admirała Cecila Burneya była blokada czarnogórskiego wybrzeża. Celem blokady było uniemożliwienie serbskim posiłkom wsparcia oblężenia Szkodry, podczas którego wojska czarnogórskie oblegały połączone siły albańskie i osmańskie. Pod presją międzynarodowej blokady, Serbia wycofała swoje wojska ze Szkodry, która została zajęta przez wojsko lądowe sprzymierzonych.
19 marca 1913 roku trzy pancerniki typu Radetzky wypłynęły z Puli, a dwa dni później zawinęły w Meljine u wejścia do Zatoki Kotorskiej. W związku z międzynarodową blokadą morską wybrzeża Czarnogóry, 2 kwietnia pancerniki przybyły pod Antivari, aby następnego dnia przemieścić się pod ujście granicznej rzeki Bojana, gdzie czekał na nie międzynarodowy zespół okrętów. 2 kwietnia „Radetzky” wyszedł z Kotoru w celu blokady rejonu ujścia Bojany. Od 2 do 8 kwietnia oraz od 14 kwietnia do 13 maja okręt był pod Antivari, a następnie od 13 maja do 15 czerwca znajdował się w rejonie ujścia rzeki. Od 15 do 17 czerwca okręt stacjonował w Kotorze, następnie przeniósł się do Gravosy, gdzie przebywał do 21 czerwca. Od 21 czerwca do 5 lipca pancernik przebywał w Durazzo, od 5 do 17 lipca ponownie w Gravosie i od 18 do 25 lipca w ujściu Bojany. 18 lipca „Radetzky” i drednot „Viribus Unitis” wspólnie udzieliły pomocy pływającemu po Jeziorze Szkoderskim i Bojanie niewielkiemu parowcowi pasażerskiemu „Skodra”, który został zajęty wiosną przez Czarnogórców. Czarnogórcy zmusili kapitana okrętu do transportu serbskich żołnierzy pomiędzy Durazzo a San Giovanni di Medua. Od 25 do 27 lipca okręt przebywał w San Giovanni di Medua, od 27 lipca do 10 sierpnia był w rejonie ujścia Bojany, a 11 sierpnia powrócił do Kotoru.
Podczas blokady z pokładów pancerników typu Radetzky po raz pierwszy zostały użyte bojowo wodnosamoloty, dostarczone przez francuską firmę Donnet-Lévêque. Jednak marynarka austro-węgierska nie była zadowolona z operacji, jako że okrętom brakowało miejsca na pokładzie dla samolotów, jak również z powodu braku żurawi, za pomocą których można było łatwo wciągnąć samoloty z powrotem na pokład. Samoloty przeniesiono potem do hangaru w stoczni w Teodo. W 1913 roku cztery nowe pancerniki typu Tegetthoff, jedyne drednoty zbudowane przez Austro-Węgry, powoli wchodziły do aktywnej służby. Wraz z nadejściem nowych pancerników, marynarka przeniosła trzy pancerniki typu Radetzky do II Dywizjonu Pancerników w I Eskadrze Bojowej.

### I wojna światowa
W momencie wybuchu I wojny światowej w sierpniu 1914 roku, niemieckie krążowniki SMS „Goeben” i SMS „Breslau” zaopatrywały się w węgiel w Mesynie; brytyjskie okręty zaczęły zbierać się na zewnątrz portu, w celu uwięzienia niemieckich jednostek. Niemiecka flota wezwała na pomoc Austro-Węgry, jednak najwyższe dowództwo tego kraju było z początku sceptyczne, ponieważ chciało uniknąć konfliktu z Wielką Brytanią. Jednak kiedy Niemcy oświadczyli, że chcą, aby okręty austro-węgierskie popłynęły jedynie na wysokość Brindisi, najwyższe dowództwo ustąpiło i wysłało część floty, która do tej pory została zmobilizowana, w tym pancerniki typu Radetzky. Flota dopłynęła na wyznaczoną pozycję, z jasnym rozkazem, aby aktywnie pomagać Niemcom jedynie na macierzystych wodach. Po udanej ucieczce krążowników, austro-węgierskie okręty wróciły do portu.
W październiku 1914 roku Francuzi ustawili swoją artylerię na górze Lovćen w celu wsparcia czarnogórskiej armii walczącej z austro-węgierskimi wojskami w Kotorze. Zanim jednak artyleria uzyskała pełną zdolność bojową, 15 października Austro-Węgry miały już zmobilizowane przeddrednoty typu Habsburg. Jednak ich działa kal. 240 mm nie miały odpowiedniego podniesienia luf, by dosięgnąć francuską artylerię, więc SMS „Radetzky” został wysłany w celu rozprawienia się z pozycjami nieprzyjaciela. 21 października pancernik wyszedł z Puli i dotarł do Kotoru następnego dnia rano. Okręt prowadził ostrzał z odległości 11 km. Wykorzystano samoloty obserwacyjne i balon na uwięzi. Ze względu na zbyt mały kąt podniesienia lufy, okręt musiał zostać przechylony poprzez odpowiednie balastowanie. Do 27 października wystrzelono jedynie 23 pociski kal. 305 mm i 56 kal. 240 mm (dowódca oszczędzał amunicję ze względu na działanie daleko od bazy w Puli), lecz wystarczyło to do zniszczenia najniebezpieczniejszych francuskich baterii. „Radetzky” wrócił do Puli dopiero 17 grudnia. Następnego dnia załoga okrętu otrzymała datowaną na poprzedni dzień pisemną pochwałę od głównodowodzącego całą flotą adm. Hausa za skuteczną akcję przeciwko wrogim bateriom.
23 maja 1915 roku, pomiędzy dwoma a czterema godzinami po tym, jak deklaracja o wypowiedzeniu Austro-Węgrom wojny przez Włochy dotarła do głównej bazy morskiej w Puli, „Radetzky” razem z resztą floty wyruszył w celu ostrzelania włoskiego wybrzeża. Głównym celem była ważna baza morska w Ankonie , a następnie wybrzeże Czarnogóry. Bombardowanie Czarnogóry było częścią większej austro-węgierskiej kampanii przeciwko Królestwom Czarnogóry i Serbii, które w pierwszej połowie roku 1915 były członkami Ententy. O godzinie 1:15 „Radetzky” razem z krążownikami SMS „Admiral Spaun” i „Helgoland” oraz niszczycielami SMS „Orjen”, „Lika”, „Csepel”, „Tátra” odłączyły się od głównych sił, i wyruszyły na południe w celu osłony okrętów atakujących miasto. Jako że nie znaleziono w okolicy żadnych wrogich jednostek, okręty ostrzelały Wyspy Tremiti, Vieste, Manfredonię i Barlettę. Po wypłynięciu z Zatoki Manfredonia, zauważono dwa włoskie niszczyciele. W czasie walki jednemu z niszczycieli udało się uciec, ale drugi, „Turbine”, został ciężko uszkodzony. Dopiero po przybyciu większych włoskich sił, austriackie okręty przerwały próby przejęcia uszkodzonego niszczyciela. Poza starciem z „Turbine”, „Radetzky’emu” udało się zniszczyć most kolejowy w pobliżu Fermo, w stronę którego wystrzelił pięć pocisków kal. 305 mm, pięć kal. 240 mm i 17 kal. 100 mm. Zniszczenie mostu znacznie utrudniło ruchy wojsk i zaopatrzenia w tamtym rejonie. O godzinie 8:00 „Radetzky” dołączył do sił głównych i o 10:22 był już z nimi z powrotem w Puli. Zginęło 63 Włochów, żołnierzy i cywilów. Zanim włoskie okręty z Taranto i Brindisi przybyły do Ankony, austro-węgierska flota była już w bazie.
Ostrzał Ankony okazał się ogromnym sukcesem, a austro-węgierskie okręty nie były niepokojone przez cały czas operacji. Celem ostrzału było opóźnienie wymarszu włoskich wojsk wzdłuż granicy z Austro-Węgrami, poprzez zniszczenie głównych dróg transportowych. Bombardowanie opóźniło wymarsz wojsk w Alpy o dwa tygodnie. Dało to Austro-Węgrom cenny czas na wzmocnienie włoskiej granicy i przerzucenie części wojsk z frontu wschodniego i bałkańskiego.
Poza ostrzałem Ankony, austro-węgierskie pancerniki spędziły resztę wojny w Puli. Operacje zostały ograniczone przez admirała Antona Hausa, który wierzył, że musi oszczędzać swoje okręty w celu odparcia jakiejkolwiek włoskiej próby oblężenia wybrzeża Dalmacji. Od kiedy węgiel zaczęto przekazywać nowszym pancernikom typu Tegetthoff, reszta cesarskiej floty, w tym „Radetzky”, operowały według strategii „floty w trwaniu” (ang. fleet in being). To zaowocowało aliancką blokadą Cieśniny Otranto. Mając flotę zablokowaną na Morzu Adriatyckim oraz znaczne niedobory węgla, Haus postanowił wcielić w życie strategię opierającą się na zastosowaniu pól minowych i okrętach podwodnych, aby zmniejszyć przewagę liczebną okrętów Ententy.

### Powojenny los
Do października 1918 roku Austro-Węgry przygotowywały się do przekazania swojej floty Państwu Słoweńców, Chorwatów i Serbów, aby nie wpadła ona we włoskie ręce. 5 listopada Włosi zajęli Pulę, i mimo że nie weszli na pokłady okrętów, to były one już właściwie w ich rękach. Bojąc się, że jeśli Włosi będą okupować port, to będą chcieli przejąć też pancerniki, 10 listopada 1918 roku, dzień przed rozejmem z Niemcami i sześć dni po rozejmie z Villa Giusti, jugosłowiańscy oficerowie wraz ze skompletowanymi na szybko załogami wypłynęli z Puli na pokładach pancerników „Radetzky” i „Zrínyi” . „Radetzky” wyszedł z portu na holu, ponieważ brakowało wyszkolonej załogi maszynowej, a na skutek upadku dyscypliny wywołanego rewolucją i końcem wojny, etatowa załoga zeszła z okrętu. Kiedy okręty wypłynęły za falochron, zobaczyły zbliżającą się włoską flotę. Oba pancerniki podniosły amerykańską banderę i popłynęły na południe wzdłuż wybrzeża Adriatyku do zatoki Castelli w pobliżu Spolato. Jugosłowiańskie załogi poprosiły amerykańskie siły morskie, by te spotkały się z nimi i uznały ich poddanie się, co zostało wykonane przez grupę amerykańskich ścigaczy okrętów podwodnych.
W lutym 1920 roku Włosi zażądali wydania im okrętów i przeprowadzenia ich do jednego z własnych portów, najlepiej Wenecji, przez US Navy. Włosi argumentowali swoje żądania chęcią uniknięcia samozatopienia pancerników i przekonaniem, że 13 stycznia międzynarodowa komisja morska w Paryżu przekazała już je Włochom. Stany Zjednoczone odrzuciły te żądania, twierdząc, że przekazanie okrętów będzie możliwe dopiero po ratyfikacji traktatu pokojowego z Austro-Węgrami. 31 maja okręty oficjalnie przekazano Włochom. Kwestia ich zwrotu Jugosłowianom nie była w ogóle brana pod uwagę. Jednak Amerykanie wciąż nie chcieli oddać okrętów i minęło kilka miesięcy, zanim wreszcie doszło do porozumienia. 18 października głównodowodzący siłami US Navy w tamtym rejonie otrzymał z Waszyngtonu rozkaz przekazania pancerników i wycofania się z Adriatyku. 7 listopada okręty wyszły na holu z zatoki Castelli i zostały przekazane Włochom na pełnym morzu. Cztery dni później „Radetzky” wszedł na holu do okupowanej przez Włochów Puli. Okręt został zezłomowany we Włoszech pomiędzy 1920 i 1921 rokiem.